# غده غول‌آسای آکومیناتوم
غدهٔ غول‌آسای آکومیناتوم (به انگلیسی: Giant condyloma acuminatum) یا تومورِ بوشکه لووِنْشْتاین (به انگلیسی: Buschke-Löwenstein) یک بیماری پوستی نادر است که با رشد تهاجمی و سرطانی یک زگیل همراه است. این بیماری به ویروس پاپیلومای انسانی نسبت داده می‌شود.
این تومورها با توجه به اندازه خود می‌توانند به صورت موضعی، تهاجمی و مخرب باشند. تومورهایِ بوشکه لووینشتاین به دلیل الگوهای رشد چشمگیرِ خود، ساختارهای مجاور را جابجا کرده و از بین می‌برند. به‌طور کلی این توده‌ها خوش‌خیم هستند اما ظرفیتِ تبدیل به تودهٔ بدخیمِ کارسینومِ با یاخته‌های سنگفرشی در دراز مدت را دارند. به موازاتِ آن، خطر نادر دگرنشینی هم وجود دارد. این تومورها اغلب با زیرگروه‌هایِ اچ‌پی‌ویِ ۶ و ۱۱ مرتبط هستند.
راه‌های درمان، برداشتن با جراحی و شیمی درمانی هستند. اگرچه هدف از جراحی، برداشتن پاره‌ای از کیر است اما شاید نیاز به جداسازیِ کاملِ آن هم پیش بیاید. این تومورها نرخ عود بالایی دارند؛ بنابراین، پیگیری بسیار مهم است.